# Typ 96 24-cm-Haubitze
Die Typ 96 24-cm-Haubitze (japanisch 九六式二十四糎榴弾砲 Kyūroku-shiki nijūyon-senchi ryūdanhō) war eine Haubitze, die vom Kaiserlich Japanischen Heer während des Pazifikkrieges von 1942 bis 1945 eingesetzt wurde. Die Bezeichnung Typ 96 deutet dabei auf das Jahr der Truppeneinführung, das Jahr Kōki 2596 bzw. 1936 nach gregorianischem Kalender, hin.

## Geschichte
Seit der erfolgreichen Belagerung Port Arthurs hatten schwere Haubitzen einen hohen Stellenwert innerhalb des Kaiserlich Japanischen Heeres eingenommen. Daraus resultierte die Entwicklung mehrerer Belagerungsgeschütze, die gleichzeitig auch als Festungs- und Küstengeschütze eingesetzt werden konnten. Die Anfang der 1930er in die Jahre gekommene Typ 45 24-cm-Haubitze hatte zwar enorme Durchschlagskraft, jedoch benötigte eine 50-köpfige Mannschaft für deren Aufbau zwei Tage. Die 1918 eingeführte Typ 7 30-cm-Haubitze war noch schwerer (59–97 Tonnen) und hatte noch größere Durchschlagskraft. Obwohl das Heer mit diesen Belagerungsgeschützen ihren Bedarf gedeckt sah, wurden 1936 zwei neue Geschütze, die Typ 96 15-cm-Haubitze und die Typ 96 24-cm-Haubitze, in Auftrag gegeben, die beide geringere Gewichte und höhere Mobilität als ihre Vorgänger hatten. Die 24-cm-Haubitze profitierte dabei von Konstruktionskonzepten der Typ 96 15-cm-Haubitze. Sie feuerte eine verhältnismäßig schwere Granate ab, die jedoch mit erheblicher unterschiedlicher Reichweite einschlug. Ihr erster Einsatz erfolgte erst 1942 während der Invasion der Philippinen und lediglich acht Exemplare wurden produziert.

## Einsätze

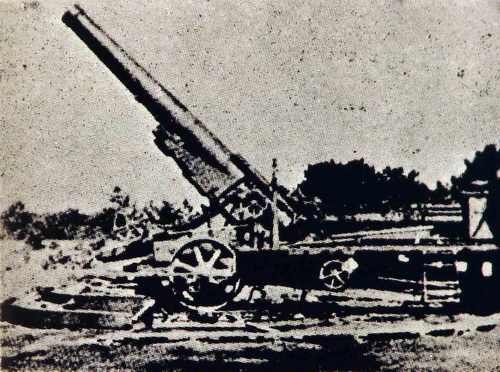
Typ 96 24-cm-Haubitze in Feuerstellung

Ihren ersten Einsatz hatte die Typ-96-Haubitze 1942 während der Invasion der Philippinen, als sich die amerikanisch-philippinischen Streitkräfte auf die Halbinsel Bataan zurückzogen. Der erste japanische Angriff zur Zerschlagung des Gegners scheiterte am Widerstand der Alliierten. Deswegen schickte der Oberbefehlshaber der 14. Armee, Generalleutnant Homma Masaharu, starke Artillerie-Einheiten, um der Lage Herr zu werden. Unter den 300 aufgebotenen Geschützen waren zwei Typ-96-Haubitzen der 2. Selbstständigen Schweren Artillerie-Kompanie. Am 3. April 1942 eröffneten die japanischen Geschütze um 9:00 Uhr das Feuer, das bis 15:00 Uhr anhielt. In dem sechs Stunden anhaltenden Bombardement wurden durch die 2. Selbstständige Schwere Artillerie-Kompanie 80 Schuss abgegeben.
Im Verlauf der Invasion der Philippinen erfolgte am 4. Mai 1942 der Beschuss der Inselfestung Corregidor, bei der erneut Typ-96-Haubitzen zum Einsatz kamen und, zusammen mit Typ 45 24-cm-Haubitzen, insgesamt 2915 Schuss abgaben. Corregidor fiel am 6. Mai 1942 in japanische Hände.
1945 wurden einige Typ-96-Haubitzen in die Mandschurei zur Festung Kotō (chin. Hutou, Hulin) verlegt, um die japanische Verteidigung im Falle eines sowjetischen Angriffs zu stärken. Das japanische Heer hatte entlang der Grenze zur Sowjetunion acht Festungen anlegen lassen, wovon die Festung Kotō am Ussuri-Fluss die stärkste war. Großangelegte Festungswerke, ähnlich der Maginotlinie, wurden von der 4. Grenzschutz-Einheit bewacht. Die 1400 Mann starke Besatzung verfügte über zwei Batterien Feldgeschütze und Haubitzen, das Typ 90 24-cm-Eisenbahngeschütz sowie die Experimentelle 41-cm-Haubitze. Als die Sowjets im August 1945 in der Operation Auguststurm die japanischen Stellungen rund um die Festung Kotō angriffen, wurde die gesamte Festungsbesatzung vernichtet und alle Geschütze außer dem Eisenbahngeschütz gingen verloren.

## Technik
Bei ihrer Einführung 1936 war die Typ-96-Haubitze nach damaligen Maßstäben ein modernes Belagerungsgeschütz. Ihre 185–200 kg schweren Granaten konnten auf eine Entfernung von 13.500–16.000 Metern eine verheerende Wirkung erzielen. Allerdings litt die Typ 96 unter unkontrollierter unterschiedlicher Reichweite der Geschosse. Dieses Problem konnte nie behoben werden und lediglich acht Exemplare der Typ 96 wurden gefertigt. Für den Transport konnte die Haubitze, in vier Ladungsgruppen verteilt, von Zugmaschinen bewegt werden. Für den Aufbau der Feuerstellung wurde ein aus einem Stück bestehender Drehkranz fest in den Boden verankert. Das auf den Drehkranz montierte Geschütz hatte einen Seitenrichtbereich von 120° und konnte das Rohr auf bis zu 65° erhöhen.
Technische Daten
- Kaliber: 240 mm
- Kaliberlänge: L/24
- Rohrlänge: 5,782 m
- Höhenrichtbereich: 0° bis +65°
- Seitenrichtbereich: 120°
- Geschützgewicht: 37.650 kg
- Geschossgewicht: 185–200 kg
- Mündungsgeschwindigkeit V0 = 530 m/s
- Maximale Reichweite: 13.500–16.000 m
- Produzierte Stückzahl: 8